# Liste der Geotope in Weimar
In Weimar gab es im Juni 2024 insgesamt 21 erfasste Geotope.

## Geotope

### Sedimentstrukturen
| ID      | Bild           | Bezeichnung                               | Art                      | Stratigraphie | Beschreibung | Gemeinde | Lage |
| ------- | -------------- | ----------------------------------------- | ------------------------ | ------------- | --- | -------- | ---- |
| WE_1167 | weitere Bilder | Große Parkhöhle unter dem Park an der Ilm | Travertin, Auelehm, Kies | Pleistozän    | Die Parkhöhle gehört zum Nationalen Geotop „Travertine des Ilmtals“ (aufgeschlossen im Travertinsteinbruch Weimar-Ehringsdorf). Sie erstreckt sich zwischen dem Ilmsteilufer am Nadelöhr und der Belvederer Allee. Es handelt sich um ein Ende des 18. Jh. angelegtes Stollensystem für die Lagerung von Bier und stellt einen einzigartigen erdgeschichtlichen Aufschluss von Travertinen, Flussschotterschichten und Auesedimenten im Bereich des Ilmtalgrabens dar und enthält zahlreiche Fossilien des Pleistozäns (Schilftravertin etc.). Im Rahmen der Führung, die Temperatur beträgt ca. 9 °C, werden die bergmännische Entstehung und die geologische Situation – eiszeitliche Gesteine, insbesondere fossilreicher Travertin – gezeigt. Das Untertagemuseum im ehemaligen Bunkerbereich vermittelt neben der Geologie Wissenswertes zur Archäologie, zum Bergbau, zur Entstehung der Stollenanlage, zur Geschichte der Stadt Weimar sowie dem Wirken Goethes. Der Vortragsraum wird u. a. für die Vortragsreihe „Dialoge mit der Erde“ genutzt. | Weimar   | Lage |

### Typlokalitäten/Richtprofile
| ID      | Bild           | Bezeichnung                     | Art | Stratigraphie | Beschreibung | Gemeinde | Lage |
| ------- | -------------- | ------------------------------- | --- | ------------- | --- | -------- | ---- |
| WE_1638 | weitere Bilder | Travertinsteinbruch Ehringsdorf |     | Quartär       | Das Ilmtal bei Weimar ist besonders reich an Travertinen, da hier zahlreiche Quellen mit sehr kalkhaltigem Wasser austreten. Die Travertine haben geologisch gesehen ein relativ geringes Alter: Wenige Tausend Jahre in der Innenstadt von Weimar und bei Oberweimar, ca. 115 000 Jahre im Park an der Ilm und ca. 220 000 Jahre bei Ehringsdorf. Sie sind im international bekannten Steinbruch Ehringsdorf, den Felspartien im Park an der Ilm und in der Weimarer Parkhöhle (Besucherbergwerk) sehr gut aufgeschlossen. Neben der Verwendung als Werkstein, der in Weimar überall anzutreffen ist, sind im Travertin gut erhaltene Fossilien, sowohl Pflanzenreste als auch Überreste von Großsäugern, nachgewiesen. Der wohl bekannteste Fund in Ehringsdorf war die Schädelkalotte einer eiszeitlichen Frau. Zusammen mit Überresten von Lagerfeuern und der Jagdbeute belegt er die damalige Anwesenheit von dem Neandertaler ähnlichen Menschen in Weimar. | Weimar   | Lage |

### Glaziale und periglaziale Abtragungs- und Ablagerungsformen
| ID      | Bild | Bezeichnung                     | Art                                    | Stratigraphie | Beschreibung | Gemeinde | Lage |
| ------- | ---- | ------------------------------- | -------------------------------------- | ------------- | --- | -------- | ---- |
| WE_1636 |      | Erratischer Block am Schönblick |                                        |               | in Weimarer Wohngebiet Schönblick liegt in der Heinrich-Jäde-Straße 12 ein Findling mit einer Größe von etwa 1,40 × 1,20 m. Der rotbraune porphyrartige Granit stammt aus Skandinavien und wurde mit einem Gletscher während einer der letzten Eiszeiten in diese Gegend transportiert. Durch den Abrieb an anderem Gletschermaterial beim Transport wurde der 0,80 m hohe erratische Block gerundet. Das geschah vor ungefähr 400.000 Jahren, als die Jahresmitteltemperatur ungefähr 10 °C niedriger lag als heute, also um den Gefrierpunkt. Ganz Norddeutschland und Skandinavien überdeckte damals eine riesige zusammenhängende Eisfläche. | Weimar   | Lage |
| WE_24   |      | Findling in Tiefurt             | Quarz- und Kalifeldspatreicher Granit. | Pleistozän    | Der Findling, welcher aus grobkörnigem, skandinavischem Granit besteht, ist Zeuge für die bis in den Raum Weimar vorgedrungene Vereisung. Der Block lagert nicht an seinem ursprünglichen Endpunkt. | Weimar   | Lage |

### Lösungsbedingte Abtragungs- und Ablagerungsformen
| ID      | Bild | Bezeichnung                                     | Art | Stratigraphie | Beschreibung | Gemeinde | Lage |
| ------- | ---- | ----------------------------------------------- | --- | ------------- | --- | -------- | ---- |
| WE_1633 |      | Erdfall am Olympiawäldchen                      | |               | Unweit des bekannten Ehringsdorfer Travertinsteinbruchs befindet sich eine trichterförmige abflusslose Senke, ein Erdfall. Diese sind in Weimar und Umgebung sehr häufig anzutreffen und auf die gleichen geologischen Bedingungen zurückzuführen. Sie entstehen, indem im Untergrund Gips gelöst und mit dem durchsickernden Wasser fortgetragen wird. An der ausgelaugten Stelle entwickelt sich ein Hohlraum, der unter der Auflast darüber liegender Gesteine zusammen bricht. Schon 1975 wurde dieser Erdfall unter Naturschutz gestellt. Inmitten der Ackerlandschaft dient er als Zufluchtsort für Tiere und gliedert sich so in einen größeren Biotopverbund ein. Er muss im Zusammenhang gesehen werden mit dem in unmittelbarer Nähe befindlichen Erdfallgebiet Belvedere und dem Erdfall im Acker südlich des Lindenhofes. | Weimar   | Lage |
| WE_105  |      | Erdfall Bocksee                                 | | Trias         | Der Erdfall Bocksee ist ein kleiner länglicher, temporär wasserführender Erdfall in der Nähe des Napoleonsteins, welcher die Auslaugungsvorgänge in den Gipseinlagerungen im Mittleren Muschelkalk dokumentiert. Hier sind verschiedene Pflanzen- und Tierarten (Amphibien, aquatische Insekten, Wasservögel) angesiedelt. | Weimar   | Lage |
| WE_1634 |      | Erdfall im Acker südlich Lindenhof              | |               | Umgeben von Acker befindet sich östlich des Erdfalls Olympiawäldchen eine weitere Doline. Sie stellen Teile einer Karstlandschaft dar, welche sich vorwiegend in Gegenden mit Kalkstein im Untergrund bildet. In Weimar kommt dieser Kalkstein fast flächendeckend im Untergrund vor, er bildete sich im Zeitalter des Muschelkalk vor 243 Millionen Jahren. Ein typischer Prozess in solchen Gegenden ist die Lösungsverwitterung, die auch zur Bildung dieser Erdsenke führte. Durch Wasser wurde der Gips gelöst und weggeführt. Wenn dieser wieder ausfällt, entsteht der für Weimar typische Travertin. Die Auslaugungshöhlen im Untergrund brechen ein, und an der Oberfläche erscheint ein trichterförmiger abflussloser Erdfall. Er wurde als Offenlandbiotop schon 1975 unter Naturschutz gestellt, da er als Zufluchtsort für Tiere gilt und sich in einen größeren Biotopverbund einordnet.                                                    | Weimar   | Lage |
| WE_104  |      | Erdfall im Revier 35 - Ettersberg               | | Trias         | Der Erdfall ist durch Subrosionsvorgänge in Schichten des Mittleren Muschelkalk sowie nachfolgendes Einstürzen des Deckgebirges (Oberer Muschelkalk) entstanden. Er bildet eine ausgedehnte wassergefüllte Auslaugungssenke mit moorartigem Charakter (Seggenbulte und Bruchwald) und ist durch rezente Moorbildung gekennzeichnet. | Weimar   | Lage |
| WE_181  |      | Erlenwiese (Erlensee)                           | | Trias         | Die südlich von Weimar, östlich von Legefeld bzw. südlich von Possendorf gelegenen Erdfälle Tobritzteich, Seeteich I und II sowie Erlenwiese sind das Ergebnis der unterirdischen Lösung von Gips- und Anhydritstein (Subrosion im Mittleren Muschelkalk). Die dabei entstandenen Hohlräume führten zum Nachbrechen der überlagernden Gesteine des Oberen Muschelkalks und letztlich zu Senkungen und Einbrüchen an der Oberfläche, den so genannten Erdfällen. Durch Abflachungs- und Verlandungsprozesse sind die einst steilen Bruchformen heute teils wassergefüllt oder wie die Erlenwiese morphologisch kaum noch erkennbar. Tobritz- und Seeteich enthielten Torfmoore, die im 19. Jh. abgebaut wurden. Da die Subrosion auch heute noch anhält, ist die Entstehung weiterer Senken oder Erdfälle nicht ausgeschlossen. Die vier unter Naturschutz stehenden Erdfälle sind über Feldwege von der Straße Legefeld/Vollersroda aus gut zu erreichen. | Weimar   | Lage |
| WE_1635 |      | Gelände zwischen Olympia-Wäldchen und Belvedere | |               | Läuft man vom Parkplatz Belvedere in Richtung der beiden Sendeanlagen im Westen fällt ein sehr eigentümliches Relief ins Auge. Hier erstreckt sich das Erdfallgebiet Belvedere, eine engräumige Hügellandschaft, die durch eine Vielzahl von isolierten oder ineinander übergehenden Senken charakterisiert ist. Diese Oberflächenformen sind das Ergebnis von sogenannten Subrosionsvorgängen. in Weimarer Untergrund ist fast flächendeckend der Kalkstein aus dem Muschelkalk-Zeitalter verbreitet. Durch die Auslaugung von Gips bildet sich nach und nach ein unterirdisches Hohlraumsystem und wenn die Last der auflagernden Gesteinsschichten zu groß wird, stürzen diese ein und bilden trichterförmige abflusslose Senken. Mit der Zeit werden diese natürlich mit durch Wind und Wasser transportiertem Material verfüllt, verflachen sich und zeigen ihr heutiges Bild.                                                                       | Weimar   | Lage |
| WE_65   |      | Seeteich I bei Legefeld                         | Erdfall befindet sich im Verbreitungsgebiet der Ceratitenschichten (MoCO). Zum Teil liegen Reste von Kolluvium vor.                                                                                             | Trias         | Die südlich von Weimar, östlich von Legefeld bzw. südlich von Possendorf gelegenen Erdfälle Tobritzteich, Seeteich I und II sowie Erlenwiese sind das Ergebnis der unterirdischen Lösung von Gips- und Anhydritstein (Subrosion im Mittleren Muschelkalk). Die dabei entstandenen Hohlräume führten zum Nachbrechen der überlagernden Gesteine des Oberen Muschelkalks und letztlich zu Senkungen und Einbrüchen an der Oberfläche, den so genannten Erdfällen. Durch Abflachungs- und Verlandungsprozesse sind die einst steilen Bruchformen heute teils wassergefüllt oder wie die Erlenwiese morphologisch kaum noch erkennbar. Tobritz- und Seeteich enthielten Torfmoore, die im 19. Jh. abgebaut wurden. Da die Subrosion auch heute noch anhält, ist die Entstehung weiterer Senken oder Erdfälle nicht ausgeschlossen. Die vier unter Naturschutz stehenden Erdfälle sind über Feldwege von der Straße Legefeld/Vollersroda aus gut zu erreichen. | Weimar   | Lage |
| WE_66   |      | Seeteich II bei Legefeld                        | Erdfall befindet sich im Verbreitungsgebiet der Ceratitenschichten (MoCO). Zum Teil liegen Reste von Kolluvium vor.                                                                                             | Trias         | Die südlich von Weimar, östlich von Legefeld bzw. südlich von Possendorf gelegenen Erdfälle Tobritzteich, Seeteich I und II sowie Erlenwiese sind das Ergebnis der unterirdischen Lösung von Gips- und Anhydritstein (Subrosion im Mittleren Muschelkalk). Die dabei entstandenen Hohlräume führten zum Nachbrechen der überlagernden Gesteine des Oberen Muschelkalks und letztlich zu Senkungen und Einbrüchen an der Oberfläche, den so genannten Erdfällen. Durch Abflachungs- und Verlandungsprozesse sind die einst steilen Bruchformen heute teils wassergefüllt oder wie die Erlenwiese morphologisch kaum noch erkennbar. Tobritz- und Seeteich enthielten Torfmoore, die im 19. Jh. abgebaut wurden. Da die Subrosion auch heute noch anhält, ist die Entstehung weiterer Senken oder Erdfälle nicht ausgeschlossen. Die vier unter Naturschutz stehenden Erdfälle sind über Feldwege von der Straße Legefeld/Vollersroda aus gut zu erreichen. | Weimar   | Lage |
| WE_1632 |      | Südhang Ettersberg                              | |               | Der Ettersberg stellt einen 481 m hohen Breitsattel dar. Die Zechsteinsalze im Untergrund wölbten sich aufgrund ihrer geringeren Dichte und drückten die darüber liegenden Gesteinsschichten nach oben. Die Schichten des Keuper wurden abgetragen und nun stehen widerstandsfähige Muschelkalkschichten an der Erdoberfläche. So entstand der weithin sichtbare Höhenzug nördlich von Weimar. Der Südhang, der seit 1992 als Naturschutzgebiet gilt, ist steiler als sein Nordhang. Dieser Geotop vereint zahlreiche Erdfälle. Dazu gehören auch die Ringgräber, in denen verstorbene Häftlinge des KZ Buchenwald verscharrt wurden. Diese trichterförmigen Senken sind wie folgt entstanden: Im Untergrund wurde durch Wasser Gips gelöst, wegtransportiert und der so entstandene Hohlraum brach ein. Auch biotopisch ist dieses Gebiet interessant, denn hier wächst aufgrund der intensiven Sonneneinstrahlung Trockengebüsch und Halbtrockenrasen.  | Weimar   | Lage |
| WE_67   |      | Tobritzteich bei Possendorf                     | Erdfall befindet sich im Verbreitungsgebiet der Ceratitenschichten (MoCO). Zum Teil liegen Reste von Kolluvium vor.                                                                                             | Trias         | Die südlich von Weimar, östlich von Legefeld bzw. südlich von Possendorf gelegenen Erdfälle Tobritzteich, Seeteich I und II sowie Erlenwiese sind das Ergebnis der unterirdischen Lösung von Gips- und Anhydritstein (Subrosion im Mittleren Muschelkalk). Die dabei entstandenen Hohlräume führten zum Nachbrechen der überlagernden Gesteine des Oberen Muschelkalks und letztlich zu Senkungen und Einbrüchen an der Oberfläche, den so genannten Erdfällen. Durch Abflachungs- und Verlandungsprozesse sind die einst steilen Bruchformen heute teils wassergefüllt oder wie die Erlenwiese morphologisch kaum noch erkennbar. Tobritz- und Seeteich enthielten Torfmoore, die im 19. Jh. abgebaut wurden. Da die Subrosion auch heute noch anhält, ist die Entstehung weiterer Senken oder Erdfälle nicht ausgeschlossen. Die vier unter Naturschutz stehenden Erdfälle sind über Feldwege von der Straße Legefeld/Vollersroda aus gut zu erreichen. | Weimar   | Lage |
| WE_23   |      | Zwei Erdfälle Bohnenloch, Ettersberg - OST      | moC: Wechselfolge von plattigen und bankigen Kalksteinen und Tonsteinzwischenlagen; mm: dolomitische Kalksteine, Dolomitsteine, dolomitische Mergelsteine, primär sind Anhydrit, Gips und Steinsalz ausgebildet | Trias         | Die beiden Erdfälle Bohnenloch sind durch Subrosionsvorgänge in den Schichten des Mittleren Muschelkalks entstanden. Die Bäume am Rand der Erdfälle, welche zum Zentrum der Senken geneigt sind, verdeutlichen den fortschreitenden Senkungsprozess. Die Erdfälle sind temporär mit Wasser gefüllt und enthalten einige Wasserpflanzenarten. | Weimar   | Lage |
| WE_21   |      | Zwei Erdfälle Bohnenloch, Ettersberg - WEST     | moC: Wechselfolge von plattigen und bankigen Kalksteinen und Tonsteinzwischenlagen; mm: dolomitische Kalksteine, Dolomitsteine, dolomitische Mergelsteine, primär sind Anhydrit, Gips und Steinsalz ausgebildet | Trias         | Die beiden Erdfälle Bohnenloch sind durch Subrosionsvorgänge in den Schichten des Mittleren Muschelkalks entstanden. Die Bäume am Rand der Erdfälle, welche zum Zentrum der Senken geneigt sind, verdeutlichen den fortschreitenden Senkungsprozess. Die Erdfälle sind temporär mit Wasser gefüllt und enthalten einige Wasserpflanzenarten. | Weimar   | Lage |

### Verwitterungsformen
| ID      | Bild | Bezeichnung                                             | Art                     | Stratigraphie | Beschreibung | Gemeinde | Lage |
| ------- | ---- | ------------------------------------------------------- | ----------------------- | ------------- | --- | -------- | ---- |
| WE_1161 |      | Felspartien an der Ilm zwischen Nadelöhr und Falkenburg | Travertin, Konglomerate | Pleistozän    | Die Felspartien am Ilmufer zwischen Falkenburg und Nadelöhr, welche 29 Travertin- und Konglomeratklippen umfassen, dokumentieren eindrucksvoll die Travertinbildung in Warmzeitperioden innerhalb des Pleistozäns. Des Weiteren markieren sie die Position des eiszeitlichen Ilmverlaufs. | Weimar   | Lage |

### Denkstein
| ID      | Bild | Bezeichnung                               | Art | Stratigraphie | Beschreibung | Gemeinde | Lage |
| ------- | ---- | ----------------------------------------- | --- | ------------- | --- | -------- | ---- |
| WE_1631 |      | Denkstein Travertinfundstelle Ehringsdorf |     |               | Dieser Gedenkstein aus Travertin soll an die bekannten Menschenfunde im nahegelegenen Steinbruch Weimar-Ehringsdorf erinnern. Im Jahr 1925 legte man in 18 m Tiefe neben fossilen Pflanzen- und Tierresten den Schädel einer eiszeitlichen Frau frei, ein Beweis dafür, dass dieser Standort lange ein Rastplatz der urgeschichtlichen Jäger war. Archäologen schätzen den Fund der Homo Sapiens-Vorläuferin auf 200.000 Jahre. Der in Weimar häufig vorkommende Süßwasserkalkstein Travertin hat durch seine Entstehung günstige Konservierungseigenschaften. Wasser floss unterirdisch durch die Muschelkalkschichten, löste Kalk auf und sobald dieses als Quelle an die Erdoberfläche trat und erwärmt wurde, schied sich der Kalk wieder aus und Travertin entstand. Da das Quellwasser mit 8 bis 10° C das ganze Jahr über eine konstante Temperatur hatte, siedelten viele Tiere hier, welche wiederum die urzeitlichen Menschen zur Jagd anlockten. | Weimar   | Lage |
| WE_1637 |      | Eiszeit-Denkstein Weimar                  |     |               | Der Eiszeit-Denkstein in Weimar-Belvedere besteht aus Granodiorit von Demitz-Thumitz (Lausitz). Auf einer Bronzeplatte ist die Südgrenze des skandinavischen Inlandeises während der Elster-Vereisung im Quartär markiert. Auf Initiative von O. WAGENBRETH wurden 1976 in Thüringen, Sachsen und Sachsen-Anhalt insgesamt 17 gleichartige Denksteine aufgestellt. | Weimar   | Lage |